# Осада Вайнсберга
Осада Вайнсберга — осада входившего в состав Священной Римской империи города Вайнсберга, происходившая в 1140 году во время войны между двумя династиями — Вельфами и Гогенштауфенами.

## Ход событий
После смерти в 1137 году императора Священной Римской империи Лотаря II, Генрих Гордый становился вельфским наследником своего покойного тестя и обладателем драгоценной короны. Он выступил в качестве кандидата в императоры, но местные князья выступили против него и избрали 2 февраля 1138 года Конрада III из династии Гогенштауфенов. Защищая Лотаря II, граф Вельф VI, брат Генриха Гордого, начал войну.
Раздражённый героической защитой представителей династии Вельфов, Конрад III решил уничтожить город Вайнсберг и заключить в тюрьму его защитников. Решающая битва, которая и привела к сдаче городской крепости, произошла 21 декабря 1140 года. Однако он приостановил штурм после переговоров о капитуляции. Согласно Кёльнской королевской хронике, Конрад III приговорил к смерти всех представителей мужского пола Вайнсберга, разрешил покинуть крепость только женщинам и взять им с собой то, что они смогут унести:

The year of our Lord 1140. The king [Conrad] besieged the city of the duke Welf of Bavaria, which was called Weinsberg, and accepted its surrender, having granted with royal magnanimity permission to the wives and other women found there that they might take with them whatever they could carry on their shoulders. Taking thought both for their loyalty for their husbands and the safety of the others, they disregarded their household goods and came down carrying the men on their shoulders. When Duke Friedrich said that such things should not happen, the king, showing favour to the women’s cunning, said that it would not be fitting to change his royal word. (англ.)

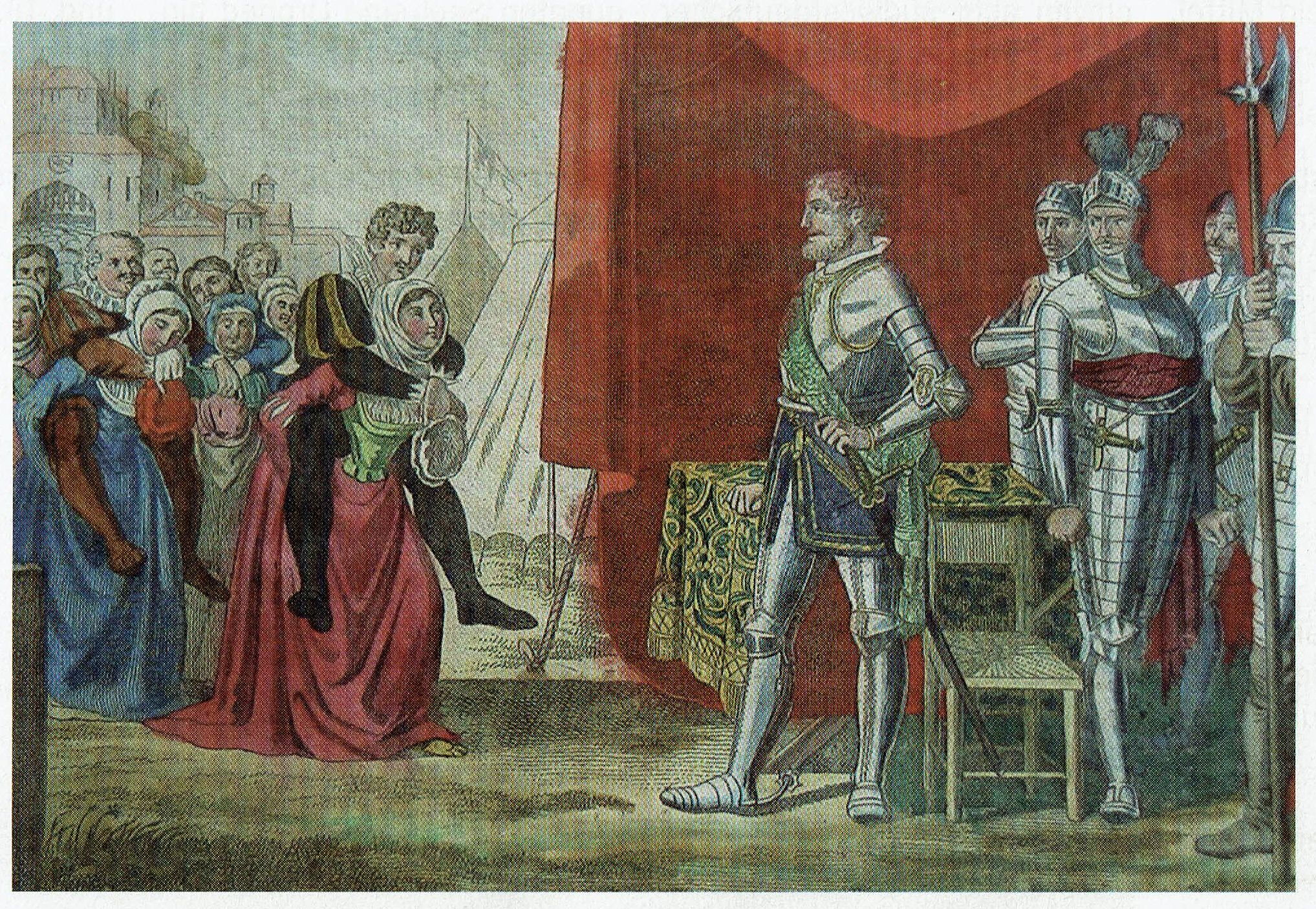
Weinsberger Weibertreu

Женщины вынесли на спинах своих мужей и таким образом спасли их. Эта история о верности и хитрости женщин по спасению своих мужей стала известна как «Treue Weiber von Weinsberg» (нем.), а руины сохранившегося по настоящее время замка известны как Weibertreu («Женская верность»). В городской церкви Вайнсберга находится картина, изображающая это событие.